# (3833) Calingasta
(3833) Calingasta (1971 SC) – planetoida z grupy przecinających orbitę Marsa okrążająca Słońce w ciągu 3,26 lat w średniej odległości 2,2 j.a. Odkryli ją James Gibson i Carlos Cesco 27 września 1971 roku.